# Sancy (Meurthe i Mosel·la)
Sancy és un municipi francès situat al departament de Meurthe i Mosel·la i a la regió del Gran Est. L'any 2007 tenia 340 habitants.

## Demografia

### Població
El 2007 la població de fet de Sancy era de 340 persones. Hi havia 126 famílies, de les quals 24 eren unipersonals (4 homes vivint sols i 20 dones vivint soles), 47 parelles sense fills, 51 parelles amb fills i 4 famílies monoparentals amb fills.
La població ha evolucionat segons el següent gràfic:
Habitants censats

### Habitatges
El 2007 hi havia 134 habitatges, 129 eren l'habitatge principal de la família i 5 estaven desocupats. 118 eren cases i 16 eren apartaments. Dels 129 habitatges principals, 107 estaven ocupats pels seus propietaris, 20 estaven llogats i ocupats pels llogaters i 3 estaven cedits a títol gratuït; 2 tenien dues cambres, 17 en tenien tres, 30 en tenien quatre i 81 en tenien cinc o més. 98 habitatges disposaven pel capbaix d'una plaça de pàrquing. A 43 habitatges hi havia un automòbil i a 72 n'hi havia dos o més.

### Piràmide de població
La piràmide de població per edats i sexe el 2009 era:
| Homes | Edats   | Dones |
| ----- | ------- | ----- |
| 0     | 95 o +  | 0     |
| 0     | 90 a 94 | 0     |
| 4     | 85 a 89 | 4     |
| 0     | 80 a 84 | 0     |
| 0     | 75 a 79 | 0     |
| 4     | 70 a 74 | 8     |
| 12    | 65 a 69 | 4     |
| 4     | 60 a 64 | 20    |
| 4     | 55 a 59 | 8     |
| 12    | 50 a 54 | 4     |
| 12    | 45 a 49 | 20    |
| 12    | 40 a 44 | 8     |
| 12    | 35 a 39 | 12    |
| 8     | 30 a 34 | 4     |
| 16    | 25 a 29 | 12    |
| 24    | 20 a 24 | 16    |
| 4     | 15 a 19 | 16    |
| 0     | 10 a 14 | 12    |
| 8     | 5 a 9   | 4     |
| 4     | 0 a 4   | 4     |

## Economia
El 2007 la població en edat de treballar era de 238 persones, 176 eren actives i 62 eren inactives. De les 176 persones actives 160 estaven ocupades (94 homes i 66 dones) i 16 estaven aturades (4 homes i 12 dones). De les 62 persones inactives 18 estaven jubilades, 15 estaven estudiant i 29 estaven classificades com a «altres inactius».

### Ingressos
El 2009 a Sancy hi havia 127 unitats fiscals que integraven 343 persones, la mediana anual d'ingressos fiscals per persona era de 19.322 €.

### Activitats econòmiques
Dels 6 establiments que hi havia el 2007, 2 eren d'empreses de comerç i reparació d'automòbils, 3 d'empreses de transport i 1 d'una empresa de serveis.
L'any 2000 a Sancy hi havia 9 explotacions agrícoles.

## Equipaments sanitaris i escolars
El 2009 hi havia una escola elemental integrada dins d'un grup escolar amb les comunes properes formant una escola dispersa.

## Poblacions més properes
El següent diagrama mostra les poblacions més properes.